# Кичуга (посёлок)
Кичуга — посёлок в Великоустюгском районе Вологодской области.
Входит в состав Опокского сельского поселения (до 2014 года входил в Стреленское сельское поселение), с точки зрения административно-территориального деления — в Стреленский сельсовет.
Расстояние по автодороге до районного центра Великого Устюга — 47,5 км, до центра сельсовета Верхнего Анисимово — 7 км. Ближайшие населённые пункты — Чермянино, Верхняя Кичуга, Нижняя Кичуга.
По переписи 2002 года население — 35 человек (17 мужчин, 18 женщин). Преобладающая национальность — русские (94 %).